# Borís Ponomariov
Borís Nikoláievich Ponomariov (en ruso: Борис Николаевич Пономарëв, transliterado académicamente como Borís Nikolájevič Ponomarjov, 17 de enero de 1905 - 21 de diciembre de 1995) fue un político, historiador y, sobre todo, ideólogo soviético, miembro de Secretariado del Partido Comunista de la URSS (PCUS).

## Biografía
Poco después del triunfo de la Revolución rusa de 1917, entre 1920 y 1923, fue miembro del Komsomol (que agrupaba a la juventud del naciente Partido). Luego trabajaría en la región del Donbás (Ucrania) y en la entonces república socialista soviética de Turkmenistán, en el Asia Central. Se graduó del "Instituto Rojo de Profesores" en 1932. Entre ese año y 1934, sería asistente del director del "Instituto de Historia", vinculado a aquella institución. Posteriormente, en el bienio 1934-36, Ponomariov sería el director del mismo. En este último año llegaría a ser "referente político" y asistente del director ejecutivo de la Internacional Comunista (Comintern), posiciones que ocuparía hasta 1943, durante la Gran Guerra Patria (nombre soviético y ruso del Frente Oriental de la Segunda Guerra Mundial).
Su mecenas y el promotor de su ascenso al Politburó fue Mijaíl Súslov, en su momento uno de los últimos estalinistas todavía activos como miembro de pleno derecho de ese cuerpo colegiado, hasta su muerte (acaecida en 1982). No obstante, Ponomariov se terminaría oponiendo al intento de restauración "semi-plena" del estalinismo, que estaba llevando a cabo el secretario general del Partido y líder soviético, Leonid Brézhnev.
Durante poco más de 30 años, entre 1955 y 1986, Ponomariov se desempeñó como jefe del Departamento Internacional del Comité Central del PCUS, por lo que tuvo mucha influencia en la política exterior de la URSS y en el movimiento comunista internacional, y en los grupos subversivos marxistas que operaban en Occidente (a excepción de los hostiles e "ideológicamente libres" trotskistas, quienes ya desde 1938 tenían su propia organización separada de Moscú, con sede en la capital francesa de París).
Como era de esperarse, Ponomariov se opondría a la creciente autonomía de los partidos comunistas de Europa Occidental, fenómeno que sería conocido con el nombre del "eurocomunismo". Esto lo llevaría a distanciarse de Palmiro Togliatti, el histórico líder del importante del Partido Comunista Italiano (PCI).
Fue miembro de la famosa Academia de Ciencias de la URSS desde 1962 y en 1975 recibió la condecoración de "Héroe del Trabajo Socialista". También ocupó una oficina en la sede del Comité Central del Partido hasta el frustrado intento de golpe de Estado de agosto de 1991, el cual se llegó a rumorear que apoyó, como miembro de la denominada vieja guardia partidaria.

## Libro
En 1960 Ponomariov escribió un libro, llamado "La historia del Partido Comunista de la Unión Soviética", en el que afirmaba que la revolución bolchevique había sido una auténtica revolución proletaria o de la clase obrera. No obstante, un presupuesto marxista muy importante para que se den las "condiciones revolucionarias" es la pre-existencia de una sociedad capitalista o burguesa (bastante) desarrollada, la cual mediante sus "propias contradicciones sociales intrínsecas", contribuyese a exacerbar el "irreductible antagonismo entre las dos clases sociales opuestas". Y en realidad, la hasta 1917 Rusia zarista se encontraba en una etapa incontestablemente feudal. (Al respecto, el mismo León Trotski diría que "en Rusia eran los burgueses quienes leían a Marx").

## Geopolítica
Ponomariov sería recordado por una notable cita sobre geopolítica, en la que criticaba a sus camaradas partidarios. En efecto, refiriéndose a la política de expansión soviética en el continente asiático, y más ambiciosamente en la región del Asia-Pacífico, criticaba aquellos que le daban poca importancia estratégica a Australia. Por el contrario, él estimaba que era previamente fundamental intentar controlar esa isla-continente previamente, como un paso intermedio (en particular, el gobierno de aquella, durante la Guerra Fría fue un firme aliado de los Estados Unidos, con los que había firmado el pacto ANZUS en 1951).

## Publicaciones
- "La historia del Partido Comunista de la Unión Soviética", Editorial Progreso, 1960.
- "Política Exterior soviética", Vol. 1 1917 - 1945, editado junto a Andréi Gromyko, Editorial Progreso, 1980.
- "Por el rumbo de Lenin hacia el comunismo", Editorial de la Agencia de Prensa RIA Novosti, 1974